# Paul Haupt (Altorientalist)
Hermann Hugo Paul Haupt (* 25. November 1858 in Görlitz; † 15. Dezember 1926 in Baltimore) war ein deutsch-amerikanischer Assyriologe und Bibelforscher.

## Leben
Haupt machte seinen Abschluss auf dem Gymnasium in Görlitz, studierte dann in Leipzig und Berlin orientalische Sprachen, Klassische Philologie und Vergleichende Sprachwissenschaft und promovierte 1878 bei Friedrich Delitzsch. Er habilitierte sich nach längerem Aufenthalt in London als Privatdozent für Assyriologie in Göttingen und wurde dort 1883 zum außerordentlichen Professor ernannt, ging aber noch im gleichen Jahr an die Johns-Hopkins-Universität in Baltimore. Ab 1888 war er auch Honorarkurator der orientalischen Altertümer im United States National Museum in Washington. 1902 wurde er zum Mitglied der American Philosophical Society gewählt.
Haupt führte das Prinzip der Junggrammatiker in die semitische Sprachforschung ein und entdeckte 1880 einen neuen sumerischen Dialekt.

## Veröffentlichungen
- (Hrsg.): Hebriter.
- Die sumerischen Familiengesetze. Leipzig 1879.
- Der keilinschriftliche Sintfluthbericht. 1881.
- mit Friedrich Delitzsch: Assyriologische Bibliothek. Leipzig 1881ff.
- Akkadische und sumerische Keilschrifttexte. 4 Teile. 1881/1882. Fotomechanischer Neudruck: Zentralantiquariat der Deutschen Demokratischen Republik, Leipzig 1974.
- Die akkadische Sprache. Berlin 1883.
- Beiträge zur assyriologischen Lautlehre. Göttingen 1883.
- Das babylonische Nimrodepos. Leipzig 1884, 1891.
- The Assyrian E-vowel. Baltimore 1887.
- Prolegomena to a comparative Assyrian grammar. New Haven 1888.
- Über die Ansiedlung der russischen Juden im Euphrat- und Tigris-Gebiete, ein Vorschlag. Friedenwald, Baltimore 1892.
- (Hrsg.): The Sacred Books of the Old Testament. Leipzig 1893ff. (Die sogenannte Polychrome Bible.)
- The book of Ecclesiastes. Boston 1894.